# Sérosité

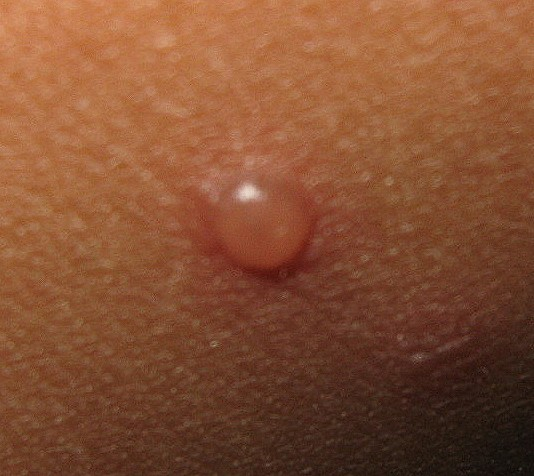
Vésicule lors d'une varicelle laissant voir par transparence la sérosité contenue.

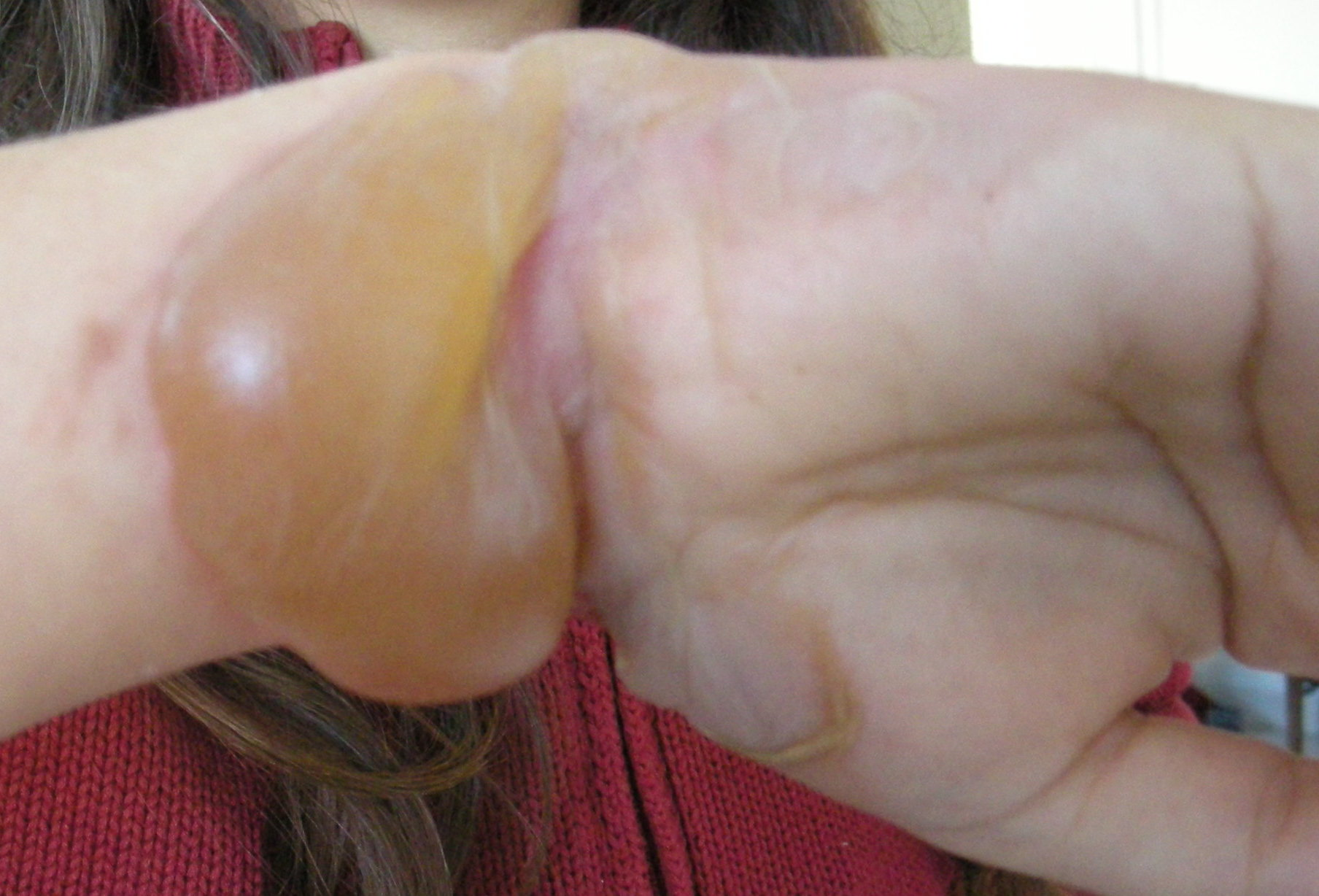
Une large phlyctène de l'avant-bras causée par une brûlure du 2e degré emplie de sérosité.

Une sérosité est d'abord un liquide organique physiologique proche du sérum sanguin formé en faible quantité dans l'une ou l'autre des séreuses, c'est-à-dire l'une des doubles membranes qui emballent les cavités closes de l'organisme rendant les mouvements des organes internes dans ces cavités harmonieux et insensibles : péritoine, péricarde, plèvre, méninges, enveloppe synoviale des articulations, etc.,.
Lorsque pour des raisons pathologiques diverses sa production devient excessive la sérosité constitue un épanchement (cf. épanchement de synovie, épanchement pleural, ascite péritonéale, etc.) qui peut être ponctionné. Selon le contexte pathologique sa composition peut être altérée.
Par extension le terme désigne tout liquide pathologique, translucide, non-purulent, ressemblant au sérum sanguin, qui se développe et s'accumule dans une cavité nouvellement formée comme les ampoules ou phlyctènes sous-épidermiques, les vésicules intra-dermique, ou celui qui s'infiltre entre les fibres du tissu conjonctif créant les œdèmes,. Il peut aussi désigner le liquide contenu dans certains kystes,.